# Steven López
Steven López (9 de novembro de 1978) é um taekwondista estadunidense, bicampeão olímpico, hexa-mundial e bicampeão pan-americano. É o primeiro taekwondista a disputar cinco Jogos Olímpicos.

## Carreira
Steven López nasceu na Nicarágua, e migrou para a região de Nova Iorque, ele competiu nos Jogos Olímpicos de 2000, 2004, 2008, 2012 e 2015, na qual conquistou a medalha de ouro em 2000, e 2004 e um bronze 2008.
Ele é irmão dos também medalhistas olímpicos no taekwondo: Mark López, Diana López e do treinador Jean López
Na Rio 2016 ele ganhou o primeiro combate, e perdeu para Lutalo Muhammad e depois para Oussama Oueslati, ficando sem medalha.